# Sara Lee (lutadora)
Sara Ann Lee (Hope Township, 7 de junho de 1992 – Orlando, 6 de outubro de 2022) foi uma personalidade da televisão americana e lutadora profissional, conhecida por seu tempo na WWE durante 2015 e 2016. Em 2015, ela foi a vencedora da sexta temporada da WWE. competição Tough Enough, ganhando um contrato de um ano com a WWE.

## Biografia

### Início de vida
Lee nasceu e foi criada em Hope Township, Michigan. Sara passou algum tempo no powerlifting competitivo. Sara Lee se formou na Meridian High School em 2010 e passou a estudar ultrassonografia médica diagnóstica no Delta College em Bay City, Michigan.

### Carreira profissional na luta livre
Em junho de 2015, Lee foi uma das 13 finalistas da sexta temporada da competição da WWE Tough Enough. Depois de correr o risco de ser eliminado cinco vezes ao longo da competição, em 25 de agosto, Lee foi escolhida por votação dos fãs como um dos vencedores, junto com Josh Bredl , ganhando um Contrato de um ano de $ 250.000 com a WWE. Durante a final, Lee adotou o nome de ringue Hope e perdeu uma luta de simples para Alicia Fox.
Em setembro, Lee foi designada para o território de desenvolvimento da WWE NXT, baseado no WWE Performance Center em Orlando, Flórida, para começar a treinar. Voltando ao seu nome verdadeiro, Lee fez sua primeira aparição no NXT em um evento ao vivo em 16 de janeiro de 2016, quando ela fez uma promoção de calcanhar. Ela fez sua estréia no ringue no evento ao vivo de 30 de janeiro durante uma luta de duplas de seis Diva , que também envolveu a concorrente do Tough Enough Mandy Rose. Em 30 de setembro de 2016, Lee foi liberada de seu contrato com a WWE.

## Vida pessoal
Lee residia em Orlando, Flórida. Ela se casou com o ex-lutador da WWE Wesley Blake em 30 de dezembro de 2017. Eles tiveram três filhos.

## Morte
Lee morreu em 6 de outubro de 2022, aos 30 anos. Sua causa de morte não foi divulgada publicamente.